# ユル・ブリンナー
ユル・ブリンナー（Yul Brynner、1920年7月11日 - 1985年10月10日）は、ロシア・ウラジオストク出身の俳優である。本名、ユーリイ・バリーサヴィチ・ブリーニェル（Юлий Бори́сович Бри́нер）。

## 経歴

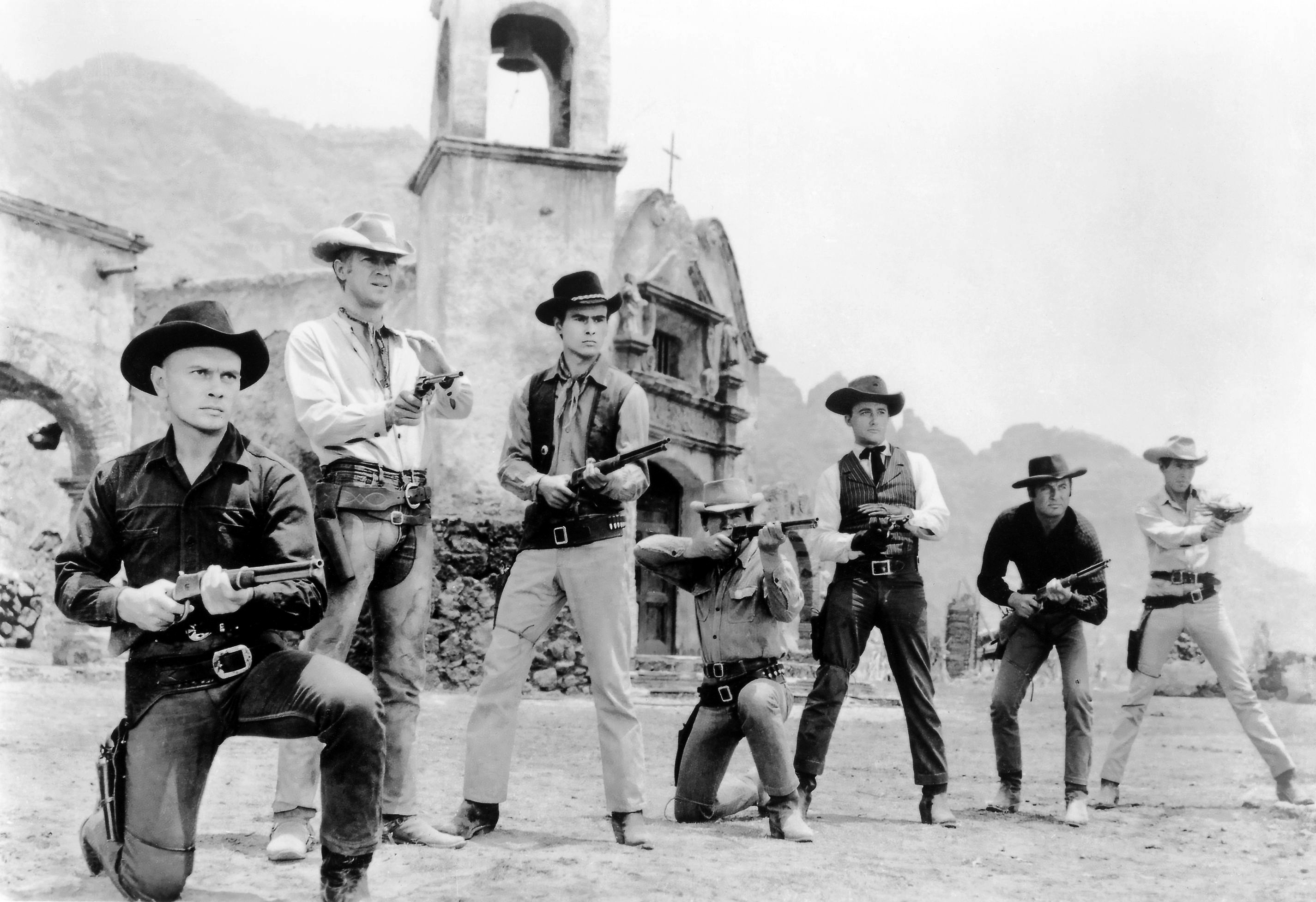
『荒野の七人』（1960年）

スイス系ドイツ人とモンゴル系少数民族のブリヤート人の血を引く父親と、ユダヤ系ロシア人の母親の間にウラジオストクで生まれた。また、生年月日についても長年1915年7月7日とされていたが、実際は1920年7月11日と言われている。幼少時代は中国やフランスで育った。パリでナイトクラブのミュージシャンやブランコ曲芸師として働いていたが、俳優を志すようになり、1941年にアメリカに移り演技の勉強をした。ラジオやテレビシリーズに出演するようになり、1950年代中盤からアクション映画や歴史大作でエキゾチックな魅力を発揮するようになった。
『王様と私』のシャムの王様役はあたり役で、1952年にはロジャース&ハマースタインのミュージカルでトニー賞を、1956年には映画版に主演してアカデミー主演男優賞を受賞した。当初は髪を生やしていたものの、シャム王役のイメージが定着したため、すべて剃り落とし、以後は坊主頭がトレードマークとなる。その後は西部劇やスパイ映画にも手を広げ、精悍な古きよきヒーロー像を演じつづける。1970年代以降はSFやカルト的な映画での悪役など、強烈な個性を武器にした性格俳優としての顔も見せた。
癌により死期が近いことが分かったブリンナーは、1985年1月7日から6月30日まで当たり役であった『王様と私』に出演した。彼はこの舞台に生涯を通して4633回出演した。
1985年10月10日、ブリンナーは肺癌で亡くなったが、生前に撮影されたタバコの害を警告するCMが没後に放映され、話題となった。CMは「自分が肺癌になったのは喫煙のせい」と告白する内容であり、後に娘も禁煙運動に参加することになった。

### プライベート
4度結婚しており、5人の子供がいる。3人の子をもうけ、2人を養子に迎えた。
最初の妻（1944年から1960年）は、女優のヴァージニア・ギルモア（1919年 - 1986年）で、彼女との間に生まれた第1子、ユル・"ロック"・ブリンナー（1946年 - 2023年）は作家になった（下記にリストがある）。
1959年、ブリンナーは20歳だったフランキー・ティルデンとの間に娘ラーク・ブリンナーをもうけた。ラークは母親と暮らし、ブリンナーは彼女を経済的に支えた。
2番目の妻（1960年から1967年）の、ドリス・クライナーはチリ人モデルで、2人の間にはヴィクトリア・ブリンナー（1962年生まれ）という娘がいる。
3番目の妻（1971年から1981年）ジャクリーヌ・シモーヌ・ティオン・ドゥ・ラ・ショーム（1932年 - 2013年）はフランス社交界の名士フィリップ・ドゥ・クロワセの未亡人だった。ブリンナーとジャクリーヌは2人のベトナム人の子供（ミア（1974年生まれ）とメロディ（1975年生まれ））を養子に迎えた。
1983年4月4日、62歳のブリンナーは4人目にして最後の妻であるキャシー・リー（1957年生まれ）と結婚した。
ブリンナーの祖父は長崎で商社員として働き、長崎通詞も務めた。日本人女性との間に子をもうけ、今も子孫がいる。

#### ロック・ブリンナーの著書
- The Ballad of Habit and Accident. （悪癖と事故のバラード）（1981年、小説）
- Yul: The Man Who Would Be King. （ユル：王様になろうとした男）（1989年、回想録）
- The Doomsday Report． （終末報告書）（1998年、小説）
- Dark Remedy: The Impact of Thalidomide and Its Revival As a Vital Medicine. （トレント・ステフェン共著、2001年、ノンフィクション）
  - 日本語訳『神と悪魔の薬 サリドマイド』（本間徳子訳、2001年、日経BP社 ISBN 482-2242625）
- Empire and Odyssey: The Brynners in Far East Russia and Beyond （2006年、Steerforth Press、評伝）
  - 日本語訳『ロシアからブロードウェイへ：オスカー俳優ユル・ブリンナー家の旅路』（樫本真奈美訳、2023年、群像社 ISBN 978-4910100289）

## 主な出演作品
| 公開年 | 邦題 原題                                                                                   | 役名                           | 備考                      |
| ------ | ------------------------------------------------------------------------------------------- | ------------------------------ | ------------------------- |
| 1949年 | ニューヨーク港 Port of New York                                                             | ポール                         |                           |
| 1956年 | 王様と私 The King and I                                                                     | 王様                           | アカデミー主演男優賞 受賞 |
| 1956年 | 十戒 The Ten Commandments                                                                   | ラメシス                       |                           |
| 1956年 | 追想 Anastasia                                                                              | パヴロヴィッチ・ボーニン       |                           |
| 1958年 | カラマゾフの兄弟 The Brothers Karamazov                                                     | ドミトリイ                     |                           |
| 1958年 | 大海賊 The Buccaneer                                                                        |                                |                           |
| 1959年 | 旅 The Journey                                                                              |                                |                           |
| 1959年 | 悶え The Sound and the Fury                                                                 | ジェイソン・コンプソン         |                           |
| 1959年 | ソロモンとシバの女王 Solomon and Sheba                                                      | ソロモン                       |                           |
| 1960年 | オルフェの遺言-私に何故と問い給うな- Le testament d'Orphée, ou ne me demandez pas pourquoi! |                                | クレジットなし            |
| 1960年 | 荒野の七人 The Magnificent Seven                                                            | クリス                         |                           |
| 1961年 | ザーレンからの脱出 Escape from Zahrain                                                      |                                |                           |
| 1962年 | 隊長ブーリバ Taras Bulba                                                                    | タラス・ブーリバ               |                           |
| 1963年 | 太陽の帝王 Kings of the Sun                                                                 | 酋長ブラック・イーグル         |                           |
| 1964年 | あしやからの飛行 Flight from Ashiya                                                         | マイク高島                     |                           |
| 1964年 | ガンファイトへの招待 Invitation to a Gunfighter                                             |                                |                           |
| 1965年 | モリツリ/南太平洋爆破作戦 Morituri                                                          |                                |                           |
| 1966年 | 巨大なる戦場 Cast a Giant Shadow                                                            | アッシャー                     |                           |
| 1966年 | 悪のシンフォニー Poppies Are Also Flowers                                                   | サレム                         | テレビ映画                |
| 1966年 | 続・荒野の七人 Return of the Seven                                                          | クリス                         |                           |
| 1966年 | トリプルクロス Triple Cross                                                                 |                                |                           |
| 1967年 | ダブルマン The Double Man                                                                   |                                |                           |
| 1968年 | 長い長い決闘 The Long Duel                                                                  |                                |                           |
| 1968年 | 戦うパンチョビラ Villa Rides                                                                | パンチョ・ビラ                 |                           |
| 1969年 | 黄金線上の男 The File of the Golden Goose                                                   | ピーター・ノヴァク             |                           |
| 1969年 | ネレトバの戦い Bitka na Neretvi                                                             | ヴラド（工兵指揮官）           |                           |
| 1969年 | シャイヨの伯爵夫人 The Madwoman of Chaillot                                                 |                                |                           |
| 1969年 | マジック・クリスチャン The Magic Christian                                                  | キャバレー歌手                 | クレジットなし            |
| 1971年 | 大西部無頼列伝 Indio Black, sai che ti dico: Sei un gran figlio di...                       | インディオ・ブラック（サバタ） |                           |
| 1971年 | カーク・ダグラスとユル・ブリンナーの 世界の果ての大冒険 The Light at the Edge of the World  | ジョナサン                     |                           |
| 1971年 | マーベリックの黄金 Catlow                                                                   |                                |                           |
| 1972年 | 複数犯罪 Fuzz                                                                               | 耳の聞こえない男               |                           |
| 1973年 | エスピオナージ Le Serpent                                                                   | アレクセイ・ウラソフKGB大佐    |                           |
| 1973年 | ウエストワールド Westworld                                                                  | ガンスリンガー                 |                           |
| 1975年 | SF最後の巨人 The Ultimate Warrior                                                           | カーソン                       |                           |
| 1976年 | 未来世界 Futureworld                                                                        | ザ・ガンスリンガー             |                           |
| 1976年 | ユル・ブリンナーの 殺人ライセンス Con la rabbia agli occhi                                  | ピーター                       |                           |

## CM
- 富士フイルム フジカラーF-Ⅱ400（1976年）

## 参照
1. ↑  Bryner Residence
2. ↑  United States Declaration of Intent (Document No. 541593), Record Group 21: Records of District Courts of the United States, 1685 - 2004, filed June 4, 1943
3. ↑  Some sources cite July 7, 1915 as his date of birth, though Brynner himself always gave the 1920 date in immigration and naturalization documents.
4. ↑  "A King's Legacy", Cancer Today magazine,Winter 2011
5. ↑  Anti-smoking PSA